# Banitur
Banitur (Bantur) ist ein osttimoresischer Ort im Suco Leotala (Verwaltungsamt Liquiçá, Gemeinde Liquiçá).

## Geographie und Einrichtungen
Das Dorfzentrum von Banitur liegt im Südosten der Aldeia Lepa in einer Meereshöhe von 190 m, am Westufer des Manobira. Der Fluss mündet kurz darauf weiter südlich in den Gleno, einem Nebenfluss des Lóis. Eine Straße führt nach Osten zum Ort Manati.
Im Banitur gibt es eine Grundschule.

## Geschichte
Vor und nach dem Unabhängigkeitsreferendum 1999 war der damalige Distrikt Liquiçá ein Zentrum der Gewaltwelle vor und nach der Abstimmung und Schauplatz von Einschüchterungen, Vergewaltigungen und Mord durch pro-indonesische Milizen. Ab Januar versammelten sich bis zu 5100 Flüchtlinge in Faulara, einem Umsiedlungslager, das seit 1996 bestand und ursprünglich 1600 Einwohner hatte. Die Flüchtlinge wurden teilweise auch in Außenstellen, wie dem acht Kilometer entfernten Banitur untergebracht.